# 바빌로니아 점성술
아시리아에서 뿐만아니라 바빌론에서도 바빌로니아 문화의 직접적인 파생물인 점성술은 신들의 의지나 의도를 확인하기 위하여 (바레 또는 "검사자"라고 불리는) 사제가 활용하던 두 가지 주요 수단 가운데 하나로써 공무상 관행으로 실시되었다. 다른 수단으로는 제물로 바친 동물의 간에 대한 검사(징조 참조)를 통한 것이 있었다.

## 초기 기원
바빌로니아 점성술은 기원전 제2천년기에 발생한 가장 먼저 성립된 점성술의 체계이다. 어떤 방식의 점성술은 기원전 제3천년기의 수메르 시대에 나타났다는 추측이 있다. 그러나 그 시기의 연대를 가지는 고대의 천체 징조에 대한 고립된 관계의 참고 문헌들은 점성술의 통합된 체계를 증명하기에 충분한 증거로 여겨지지 않는다. 그러므로, 학문적 천체 점술의 역사는 일반적으로 (기원전 1800년경의) 구바빌로니아 후기의 문헌들과 함께 시작되었고, 중기 바빌로니아와 (기원전 1200년경의) 중기 아시리아 시대를 통해 계속되었다.
기원전 16세기, 에누마 아누 엔릴이라고 알려진 전조기반 점성술의 광범위한 채택은 포괄적 참고 문헌의 편찬이 증거가 될 수 있다. 그것의 내용은 쐐기 문자로 7,000가지의 천체 징조를 포함하는 70개의 평판으로 구성되어 있다. 이 시대에서 유래한 문헌들 중 구전으로 전해진 것들도 있는데, 그것의 기원과 내용에 대해서는 추측만 가능할 뿐이다. 그 시기의 바빌로니아 점성술은 오직 세속적이었고 기원전 7세기 이전의 점성술 종사자의 천문학에 대한 이해는 실제로 가장 기초적이었다. 그들은 미래의 천체 현상과 행성의 이동에 대해 훨씬 앞서서 정확한 예측을 할 수 없었기 때문에, 해석은 어떤 현상이 발생할 때나 조금 이전에 행해졌다. 그러나, 4세기에, 그들의 수학적 방법은 적절한 정확성을 지녔으므로 행성의 미래의 위치를 예측할 만큼 충분히 진보해 왔었고, 그 시점에 광범위한 천체력이 나타나기 시작했다.

## 점술의 기초
바빌로니아 점성술의 역사는 점술의 맥락 안에서 천문학 지식의 성장을 보여준다. 기원전 1875년의 연대를 지니는 간의 모형이 새겨진 32 개의 평판의 모음집은 알려진 가장 오래된 바빌로니아 점술의 상세 설명집이며, 그것들은 천체 전조 분석에 활용된 것과 같은 해석 양식을 증명한다. 제물로 바쳐진 간에서 발견된 흠과 표시는 신들이 왕에게 계시를 나타내는 상징적인 표시로 해석되었다.
신들은 그들과 연관된 행성이나 항성의 천체 형상으로 스스로를 드러낸다고 믿겨지기도 했다. 어느 특정 행성에게는 불길한 천체 징조가 부여되었는데, 그래서 그것들은 신의 불만이나 소동의 징후로 보였다. 이와 같은 징후는 신을 진정시키고 왕과 그의 국가에 미치는 중대한 손해 없이 신의 표현이 현실화될 수 있는 감당할 수 있는 방법을 찾는 시도로 이어졌다. 왕 에사르하돈이 BC 673년의 월식을 우려했다는 천문학의 기록은 마법과 전조에 대해 아무런 의문 없이 따르는 신앙에 점성학적 사건이 자연계 안의 어떤 종류의 상관 현상을 수반한다는 전적으로 기계적인 관점이 결합된 왕의 대리인이나 대신하는 사건의 의례적 사용이 어떠했는지를 보여준다.
올해가 시작될 때 범람이 일어나 제방을 무너뜨릴 것이다. 날이 가려지게 되면, 나의 군주인 왕이 나에게 서신을 써주어야 한다. 왕의 대리인으로서 나는 여기 바빌로니아에서 한밤중에 제방을 터뜨릴 것이다. 아무도 이 사실을 모를 것이다.

울라 코흐 베스텐홀츠는 1995년 그녀의 저서 《메소포타미아의 점성술(Mesopotamian Astrology)》에서 마법에 대한 심각한 의존에도 불구하고 복수를 위해 정해진 처벌이라는 암시 없이 남아있는 것들 가운데 하나로써 바빌로니아 천체 점술을 정의하는데 유신론과 기계론적 세계관 사이의 모호상에 대해서 논했다. 그리고, 그것은 "현대 과학의 정의된 특성을 일부 공유한다.:그것은 실재적이며 가치판단적이 아니며, 그것은 알려진 규칙에 따라서 운용되고, 그 자료는 널리 유효하다고 여겨지며, 작성된 목록표에서 찾아볼 수 있다."고 했다. 코흐 베스텐홀츠는 고대 바빌로니아 점성술과 다른 점술들의 규칙의 가장 중요한 차이점을 규명하는데 있어서, 전자는 처음부터 오로지 세속적으로 지리적으로 향하게 건축하는 것 그리고 특히 국가와 도시, 국민들에게 적용되며, 거의 전부가 국가의 통치 수장으로서의 왕과 왕국의 복리에 관한 것이라고 했다.

## 행성과 신
행성은 쐐기 문자 문헌에 나타난 순서대로 목성과 금성, 토성, 수성 그리고 화성 이렇게 다섯 개만 인정되었다. 후기의 문헌들에서는 수성과 토성의 순서가 바뀌어 있다.
그 다섯 행성은 바빌로니아의 신과 동일시 되었다.:
- 목성은 마르두크,
- 금성은 여신 이슈타르
- 토성은 닌우르타(니니브)
- 수성은 나부(네보)
- 화성은 네르갈

태양과 달 그리고 다섯개의 행성의 움직임은 땅에서 나타남을 준비하는 달의 신 신과 태양의 신 샤마슈과 함께 위의 다섯 신의 활동을 표현한다고 여겨졌다. 따라서, 만일 누군가 그 권능의 활동을 정확히 읽고 해석할 수 있다면, 그 누군가는 신들이 초래하려 의도하는 것에 대해 알고 있다는 것이었다.

## 해석 체계
그러므로, 바빌로니아 사제들은 하늘에서 관찰되는 현상에 대한 해석을 완벽하게 하는 업무에 몰두했고, 그 체계가 달과 태양 그리고 다섯 행성에서 더 돋보이고 인식 할 수 있는 항성으로 확정되는 것은 당연했다.
그들의 해석은 (간을 통해 보는 점술의 경우와 마찬가지로) 두가지 요인이 주로 기반한다.
- 과거의 대한 회상이나 기록에서 관찰된 문제의 현상이나 현상들이 관찰된 적 있었을 것과,
- 관찰된 현상이나 현상들과 관계된 재담을 때때로 수반하는 연상.

따라서, 특정한 때에 구름 섞인 하늘에 떠오른 초승달이 떠오른데 이어서 적에 대한 승리 또는 풍부한 비가 뒤따랐다면, 그 전조가 반드시 그 사건들 중 하나 또는 다른 것에 한정되는 것이 아니며, 다른 상황들로 적용이 확대될 수도 있을지라도, 해당 별자리는 호의적인 것으로 판명됐고, 그 이후부터 그것의 재현은 좋은 징조로 여겨졌다.
반면에, 예상보다 이른 초승달의 출현은 첫 번째 경우는 패배, 또 다른 것은 가축의 죽음, 세 번째는 흉작의 전조로써 비호의적으로 여겨졌는데, 이 사건들이 사실상 그러한 현상 이후에 벌어졌기 때문이라기보다, 시기상조의 무엇은 어떤 비호의적인 사건을 암시하는 연상에 의존하는 일반원칙의 적용 때문이었다.
이렇게 하여, 모든 종류의 관찰된 현상에 대한 방대한 전통적 해석이 축적되었고, 언젠가 집적되어, 사제들에게 영원히 길잡이기 되었다. 그러나, 이러한 개념이 오늘날 일반적으로 실천되고 있는 점성술에 모두가 여전히 사용되고 있지는 않다.

## 초기 지식의 한계
최초 단계의 점성술은 세 가지의 특징적인 한계를 지닌다.

### 공통적 본질
첫 번째 한계는 위와 같은 사건들에 대한 천체의 움직임과 위치는 공공의 의미가 있으며 공통적 복리에 영향을 미친다는 것이다. 여기서 어떠한 방식으로든 개인의 관심은 수반되지 않는다. 우리가 중세의 국면과 개인의 천궁도를 숙고하는 거의 배타적인 현대 점성술에 이르기 전에 우리는 여러 세기를 내려가며 바빌로니아와 아시리아의 한계를 넘어서야 한다.
바빌로니아와 아시리아에서 종교적 의식은 대부분 그리고 확실히 거의 독점적으로 공공의 복리와 왕에게 집중되었다. 왜냐하면, 고대의 왕권에 대한 개념에 따라서, 국가의 운명은 신들에 대한 그의 행복과 호의에 달려있었기 때문이었다.

### 천문학 기술
두 번째 한계는 초기 바빌로니아 점성술을 전제로 수반되는 천문학의 지식은 본래의 경험적 성격에도 불구하고, 제한적이었고, 결점이 있었다. 각각 30°씩의 구간의 열두 개의 성좌로 분할된, 한 해를 지나는 태양의 경로를 나타내는 황도에 대한 이론은 현재 명확히 검증되어왔듯이 바빌로니아에 기원이 있다. 하지만, 기원전 539년에 바빌로니아가 멸망하기까지 그것이 완성된 것으로 보이지는 않는다.
마찬가지로, 바빌로니아의 천문학자들에 의한 달에 대한 다소의 계산 체계와 행성에 대한 평판의 제작과 같은 그들의 다른 업적들은 후기 시대에 속하므로, 바빌로니아 천문학의 황금 시대는 최근까지 제안되어 온 것과 같이, 먼 과거에 속하지는 않지만, 셀레우코스 시대, 예를 들어, 유프라테스 계곡의 그리스인들의 도래 이후의 것이다.
기원전 7세기보다 이른 점성학적 문헌들에 사용된 특정한 표현에서 확실히 일식과 월식의 계산이 시작되었음을 나타낸다. 그러나, 기원전 400년 이후에 완성된 주요 업적과 초기 바빌로니아 천문학의 결함은 기원전 6세기에 전체 월의 대부분의 오류는 계산을 통하여 특정 해의 시작을 결정하려한 바빌로니아의 천문학자들에 의해서 만들어졌다는 사실로부터 추측될 수도 있다.
일반적으로, 천체의 이동에 대한 법칙과 질서에서 비롯된 치세가 인정되었고, 동물의 간을 검사하는 것보다 훨씬 더 수준 높은 체계적인 점술의 발생을 주도한 초기 시대에 분명한 영향력을 행사해 왔다.
현상의 형태에는 무한한 변화가 있다는 중요성과 평범한 상황으로부터의 동등한 수많은 외견상 일탈은 오랜 시간 동안 하늘의 "조사자"로서 (그리고 제물이 된 간의 "검사자"이기도 한) 사제가 염두에 두었던 전적으로 실용적인 목적에 필요한 것을 넘어서는 천문학에 대한 진지한 연구의 시작을 막았다.

### 별자리
세 번째 한계는 기원전 700년 이전에 바빌로니아 천문학에 사용된 우리가 현재 인정하는 황도대의 별자리에 대한 약간의 증거만 있다는 점이다. 그러나, 아마도 기원전 2000년경의 함무라비 시대부터 이미, 바빌로니아의 점성가들은 두드러진 항성의 무리들을 그들의 신화와 종교로부터 유래한 형상의 윤곽으로 그림으로써 별자리에 대한 개념을 발전시켰던 것 같다.

## 아슈르바니팔
아슈르바니팔은 기원전 668년부터 기원전 625년까지 재위한 아시리아의 왕이다. 그는 니네베에 점성술, 역사, 신화 그리고, 과학이 주제인 쐐기문자 평판을 집결하여 대규모 도서관을 만든 것으로 유명하다. 람마누 수마우사르와 나부 무시시와 같은 아슈르바니팔의 점성가들 중 일부는 행성의 일일 운동으로부터 전조를 추론하는데 능숙으므로 왕에게 주기적으로 보고하는 체계가 성립되었다. 따라서, 아슈르바니팔은 그의 왕국 전역의 "하늘과 땅에서 일어나는 모든 사건"과 그의 점성가들이 그것에 대해 조사한 결과를 상술한 신속한 전보를 받을 수 있었다. 그 다음에, 그는 그것을 정치적 무기로써 그리고 그의 왕국의 나날의 운영을 위해 사용했다. 그의 사후에, 니네베는 메디아와 칼데아의 바빌로니아에게 함락되었고, 아슈르바니팔의 도서관은 파괴되거나 분산되었다.

## 같이 보기
- 물.아핀
- 아랍과 페르시아의 점성술
- 에누마 아누 엔릴
- 이슬람의 점성술
- 이슬람의 천문학
- 이집트의 점성술
- 점성술의 유대적 견해
- 헬레니즘 점성술
- 히브리 점성술

## 참고 문헌

### 자료
- Baigent, Michael, 1994. From the Omens of Babylon: Astrology and Ancient Mesopotamia. Arkana. ISBN 0-14-019480-0.
- Holden, James Herschel, 1996. A History of Horoscopic Astrology. AFA. ISBN 978-0-86690-463-6.}}
- Koch-Westenholz, Ulla, 1995. Mesopotamian astrology. Volume 19 of CNI publications. Museum Tusculanum Press. ISBN 978-87-7289-287-0.
- Neugebauer, Otto, 1969 (1st edition: 1957). The Exact Sciences in Antiquity (2nd ed.) Dover Publications. ISBN 978-0-486-22332-2.
- Rochberg, Francesa, 1998. Babylonian Horoscopes. American Philosophical Society. ISBN 0-87169-881-1.
- Verderame, Lorenzo, "The Primeval Zodiac: Its Social, Religious, and Mythological Background", in J.A. Rubiño-Martín et al., Cosmology Across Cultures, ASP Conference Series 409, San Francisco, 2009, 151-156.